# Clear Lake AVA
Clear Lake AVA (anerkannt seit dem 8. Mai 1984) ist ein Weinbaugebiet im US-Bundesstaat Kalifornien. Das Gebiet liegt im Südwesten des Verwaltungsgebiet Lake County. Das Weinbaugebiet mit geschützter Herkunftsbezeichnung schließt den Clear Lake komplett ein. Die Wassermassen des größten Süßwasserbestands Kaliforniens moderieren das Klima und die Region gehört zu den kühlsten des Bundesstaates. Daher können hier frühreifende Rebsorten wie der Tempranillo und die weiße Sauvignon Blanc mit Erfolg angebaut werden.
Das Gebiet der Clear Lake AVA überlappt zum Teil mit der definierten Fläche der Herkunftsbezeichnung High Valley AVA.